# Uzi (filho de Buqui)
Uzi (em hebraico: עֻזִּי); significa "minha força"; segundo a Bíblia, foi um Sumo Sacerdote de Israel. 
Aparece descrito como filho de Buqui,
Segundo as Crônicas Samaritanas Azzy (Uzi) teve o sacerdócio usurpado por Ili (Eli) filho de Jafné da família de Itamar filho de Aarão. Uzi era descendente de Finéias filho de Eleazar o filho de filho de Aarão (I Crônicas 6:4-5). Este Finéias havia recebido o direito de sua linhagem ter o sacerdócio perpétuo (Números 25:11-13) por ter cessado a ira de Deus no caso de Baal Peor . E assim foi oficiado sobre o monte Gerizim por 260 anos, até a época da morte de Sansão. Uzi era jovem e por este motivo Eli não aceitava estar sob a autoridade dele. Mas devido ao erro de Eli a presença de Deus abandonou o tabernáculo (Deuteronômio 31:17-18, 32:20). Assim Uzi recebeu uma revelação em sonhos para reunir o tabernáculo e seus utensílios, a roupa sacerdotal e a arca da aliança (contendo as tábuas dos mandamentos, o rolo da lei e o ômer do maná e o cajado de Aarão) para os esconder em uma caverna oculta abaixo do monte Gerizim para que não fossem mais profanados e estes ficariam ocultos até os tempos do fim quando haveriam de ser revelados pelo profeta semelhante a Moisés.